# Irene Villa
Irene Villa González (Madrid; 21 de noviembre de 1978) es una periodista, escritora, psicóloga y conferenciante española de prensa escrita y radio, además de deportista de esquí alpino adaptado. A los doce años sufrió un grave atentado de ETA junto a su madre. Como resultado de la explosión de una bomba perdió las dos piernas y tres dedos de la mano izquierda. Hasta 2007 fue delegada en Madrid de la Asociación de Víctimas del Terrorismo.

## Biografía
Hija de la funcionaria de la Dirección General de la Policía María Jesús González y de Luis Alfonso Villa, taxista. El 17 de octubre de 1991 con doce años de edad, sufrió un grave atentado de la banda terrorista ETA con coche bomba en la calle Camarena del madrileño barrio de Aluche, al producirse el estallido de una bomba adosada al vehículo en el que viajaba, camino del colegio, con su madre. En dicho atentado, Irene perdió las piernas y tres dedos de una mano. Su madre perdió una pierna y un brazo.
Según fuentes policiales, ETA pretendía causar la muerte de un inspector de policía destinado en la comisaría del distrito de Los Cármenes, relacionado sentimentalmente con la madre de Irene Villa. Ese mismo día, una hora antes ETA asesinó con otra bomba lapa al teniente del Ejército de Tierra Francisco Carballar; por la tarde, mutiló gravemente al comandante de Infantería Rafael Villalobos. Los etarras José Javier Arizkuren Ruiz, Kantauri, y Soledad Iparraguirre, Anboto, están acusados del atentado que sufrieron Irene Villa y su madre.
Licenciada en Comunicación Audiovisual por la Universidad Europea de Madrid, tiene además estudios de Psicología y Humanidades. En 2004 escribió un libro, "Saber que se puede", en el que plasma su experiencia y sus reflexiones. Es columnista de prensa y colabora en distintas emisoras de radio. Es comentarista del programa La Linterna de la Cadena COPE, que dirige y presenta Juan Pablo Colmenarejo. En 2012 ganó la Antena de Oro por su trabajo en la cadena de televisión 13tv.
Se manifestó varias veces en contra de cualquier negociación con ETA y del proceso abierto años atrás por el Gobierno de José Luis Rodríguez Zapatero.
Irene se casó el 4 de junio de 2011 con Juan Pablo Lauro, en la Real Basílica de San Francisco el Grande de Madrid y son padres de tres hijos, Carlos Andrés, nacido el 7 de julio de 2012, Pablo Gael, nacido el 21 de abril de 2015 y el tercer hijo, Eric Adriano, nacido el 31 de agosto de 2016. Irene Villa y Juan Pablo Lauro ponían fin a su matrimonio en diciembre de 2018.
Irene Villa es una esquiadora alpina paralímpica clasificada como LW12-2, y forma parte de la Fundación También, siendo una de las ocho miembros originales. Este equipo fue el primero femenino de esquí alpino adaptado en España. Como miembro de este equipo, entrena con Teresa Silva, Esther Peris, Mariluz del Río, Sandra Cavallé, Nathalie Carpanedo y Alberto Ávila. Villa ha ganado varios oros compitiendo a nivel nacional, y en 2011 se convirtió en Campeona de la Copa España en la modalidad en silla. En marzo de 2013 se convirtió en Campeona de España de eslalon y subcampeona de España en Súper Gigante y eslalon gigante.

## Libros publicados
- Saber que se puede. Recuerdos y reflexiones de una víctima del terrorismo. Editorial Planeta, 2004.[18] ISBN 978-84-270-3065-7
- Saber que se puede, veinte años después. Edición ampliada y actualizada. Editorial Planeta, 2011.[19] ISBN 978-84-270-3715-1
- Nunca es demasiado tarde, princesa. Editorial Planeta, 2013.[20] ISBN 978-84-670-4021-0
- El libroabrazo. Espasa Libros, 2015.[21] ISBN 978-84-670-4332-7
- Como el sol para las flores. España Libros, 2015.[22] ISBN 978-84-670-4516-1
- Los ochomiles de la vida. Espasa Libros, 2020.[23] ISBN 978-84-670-6026-3

## Premios y logros
En el año 2006 participa por primera vez en unos Campeonatos Nacionales de deporte adaptado. Fueron los de España de esgrima adaptada, celebrado en Asturias. Consigue el título de subcampeona en espada.
Desde 2007 integra el equipo de competición de esquí alpino adaptado de la Fundación También y ha conseguido dos oros en Campeonatos Cataluña (Gigante y Slalom) en 2010, Plata en Gigante y Oro en Slalom en Campeonatos de Cataluña en Port Ainé en 2013.
Plata en Gigante y Oro en Slalom en Campeonatos de España (Cerler) en 2013. Oro en Slalom y Plata en Gigante en Campeonatos de España (Andorra) en 2014.
Le han concedido diversos galardones, como el Premio a la ejemplaridad 1991 del Club Rotario Madrid-Puerta de Hierro, el Premio Niños de Europa de manos de Lady Di (Londres, 1992), en 1992 fue nominada para el Premio Príncipe de Asturias de la Concordia y para los Premios de la Victoria (Washington), Medalla de ANDE 1998, Garbanzo de plata 2000 por su valor y coraje, Joya de Madrid 2001 como ejemplo de paz y de convivencia, Premio Nacional Valores Educativos Colegio Mayor San Pablo 2002, Premio Isabel Ferrer 2007, Micrófono de plata por su libro Saber que se puede, Gran Cruz al Mérito Humanitario, Premio Fundación Miguel Ángel Blanco a la Convivencia en 2008, Premio Mujeres Comprometidas de la Comunidad de Madrid, Premio del Ilustre Colegio de Psicólogos Andalucía Oriental por su difusión de la psicología positiva, Premio Coraje Cívico por el Observatorio Internacional de víctimas del terrorismo, Antena de Oro 2012, Premio Starlite a la Fundación Irene Villa, Premio especial Ciudad de la Raqueta, Premio de Honor Publifestival 2016 por su trayectoria social, entre otros.
Fue elegida una de las Top 100 Mujeres Líderes más influyentes de España 2013 – 2016.
En 2018 se le otorgó la medalla de oro de la asociación policial Santo Ángel.